# Halter halteratus
Halter halteratus is een insect uit de familie van de Nemopteridae, die tot de orde netvleugeligen (Neuroptera) behoort. 
Halter halteratus is voor het eerst wetenschappelijk beschreven door Forsskål in 1775.